# セメントタンカー

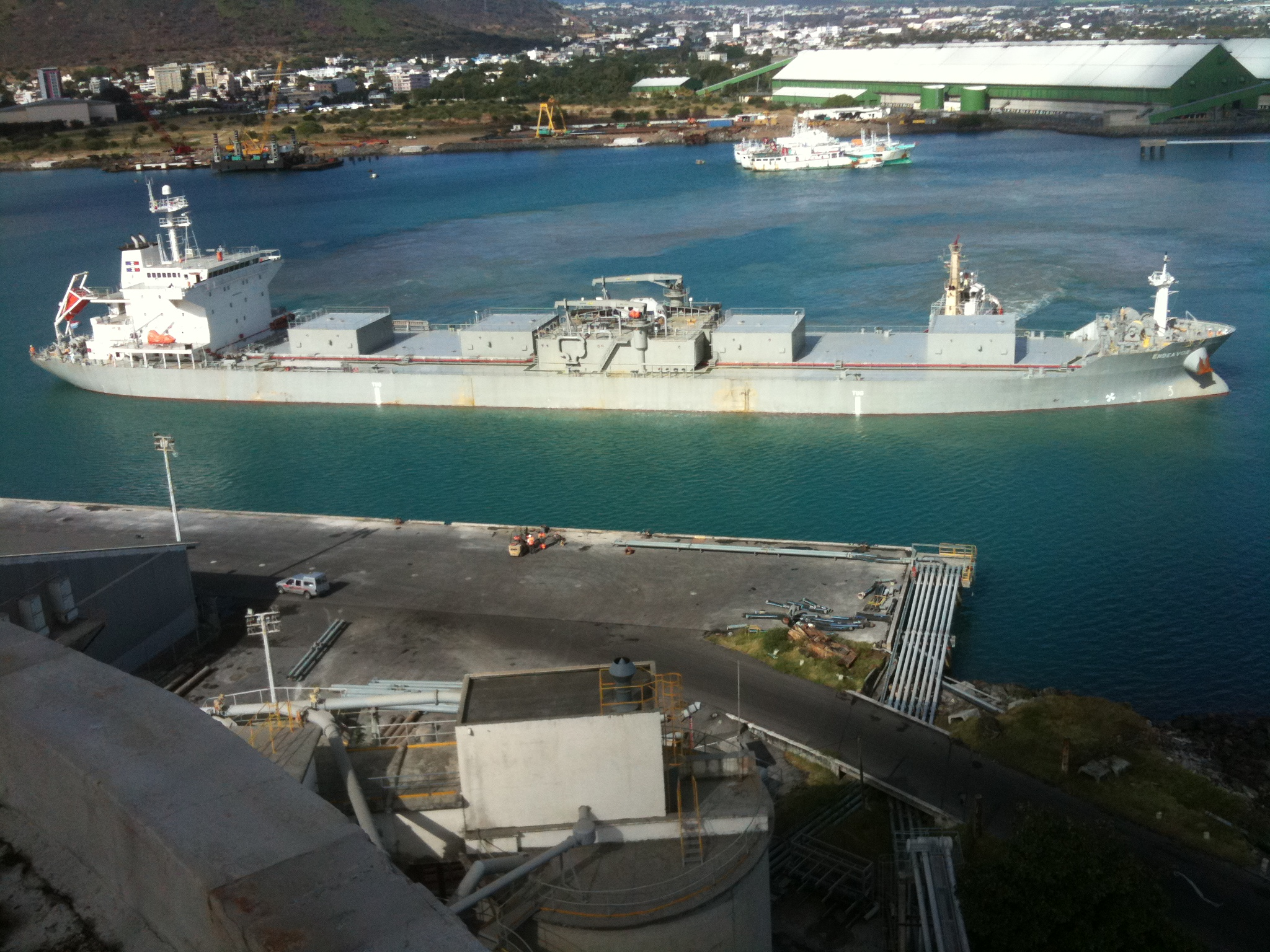
モーリシャス共和国のポートルイス港に寄港する世界最大のセメントタンカー、Endeavour（30,000DWT）

セメントタンカー、またはセメント運搬船、セメント専用船（cement carrier）は、セメントをばら積みで運ぶために設計されたタンカーの一種である。

## 概要
主に日本国内ではセメント工場から各地のサービスステーション（港湾に設置されているセメント出荷基地）への輸送に用いられている。これらの多くは瀬戸内海の造船所で建造され、一般的には石炭船などよりもかなり小型であり、ハンディサイズ（15,000 - 30,000DWT）のものはセメントタンカーとしては超大型であると言える。他のタンカーと同様に、動力にはディーゼルエンジンを用いるが、2010年（平成22年）に宇部興産系の海運会社である山機運輸と鉄道建設・運輸施設整備支援機構によりタンデムハイブリッド方式（動力の一部に電力を採用）による興山丸（21,500DWT、全長160.9m、幅27.8m、神田造船所）が建造された。同船はスーパーエコシップの貨物船としては国内最大である。

## 歴史
日本で最初のセメントタンカーは、宇部セメント製造（現・宇部興産）が三菱造船（現・三菱重工）神戸造船所に建造させた清忠丸（3,600DWT、全長98.21m、幅15.114m）である。同船は1936年（昭和11年）4月に就航した。その後は他のセメントメーカーも追随し、1960年（昭和35年）時点の各社の保有隻数は、小野田セメント（現・太平洋セメント）が12隻、宇部興産及び日本セメント（現・太平洋セメント）が各3隻、三菱セメント（現・三菱マテリアル）及び徳山曹達（現・トクヤマ）が各1隻の計20隻となっている。また、2008年（平成20年）時点における日本国内のセメントタンカー隻数は、134隻である。